# Stefán Kristjánsson (szachista)
Stefán Kristjánsson (ur. 8 grudnia 1982 w Reykjavíku, zm. 28 lutego 2018) – islandzki szachista, arcymistrz od 2011 roku.

## Kariera szachowa
Od końca lat 90. XX wieku należał do ścisłej czołówki islandzkich szachistów. Pomiędzy 2000 a 2008 r. pięciokrotnie uczestniczył w szachowych olimpiadach, był również czterokrotnym (w latach 2001–2007) reprezentantem kraju na drużynowych mistrzostwach Europy. Wielokrotnie startował w finałach indywidualnych mistrzostw Islandii, zdobywając pięć medali: dwa srebrne (2005, 2007) oraz trzy brązowe (2000, 2006, 2010).
W 2001 r. zwyciężył (wspólnie z Marcinem Szymańskim) w Ołomuńcu. W 2004 r. zajął I m. w Budapeszcie (turniej First Saturday FS08 GM). Normy na tytuł arcymistrza wypełnił w Drammen (2004/2005, III m. za Mateuszem Bartlem i Wiktorem Michalewskim), Budapeszcie (2006, turniej First Saturday FS04 GM, dz. I m. wspólnie ze Zlatko Ilinciciem) oraz Fügen (2006, rozgrywki o Klubowy Puchar Europy).
Najwyższy ranking w karierze osiągnął 1 listopada 2011 r., z wynikiem 2500 punktów zajmował wówczas 6. miejsce wśród islandzkich szachistów.